# Mangunarga
Mangunarga is een bestuurslaag in het regentschap Sumedang van de provincie West-Java, Indonesië. Mangunarga telt 6792 inwoners (volkstelling 2010).